# 홍진HJC
주식회사 홍진HJC(株式會社洪進HJC)는 대한민국의 헬멧 제조 기업으로, 용인시 처인구에 본사가 있다.

## 개요
모터사이클용 헬멧의 전업 메이커로 1971년에 헬멧의 제조를 시작하였다. 1987년 8월에는 홍진크라운(홍진HJC)이라는 이름으로 법인을 설립했으며, 같은 해에는 SNELL규격을 취득하였다.1992년 북미시장에서 일본을 제치고 점유율 1위, 2001년 유럽시장에도 본격 진출하여 그 해에 아라이 헬멧, SHOEI를 제치고 모터사이클 헬멧 분야에서 세계시장 점유율 1위를 달성하였다.
현재는 모터사이클 핼멧 외에 오토레이싱 헬멧 및 자전거 헬멧에도 진출하여, 종합적인 Head Protection 전문 기업으로 자리 잡고 있다.
사외 공헌 목적으로 국가대표 선수들에 대한 헬멧 지원사업을 지속적으로 진행 중이며, 그 예로 2018년 평창 동계올림픽 스켈레톤 종목 금메달 윤성빈 선수의 아이언맨 헬멧을 제작하였다.